# September (Band)
September war eine jugoslawische Jazzrock-Band, die zwischen 1975 und 1979 aktiv war.

## Geschichte
September wurde 1975 von Janez Bončina – Benč und Tihomir „Pop“ Asanović gegründet. Asanović hatte zuvor in The Generals, Time, Pro arte und Jugoslovenska pop selekcija gespielt und veröffentlichte zwei Solo-EPs, während Bončina der Gitarrist und Sänger in Mladi levi und später der Sänger in The Generals, Srce und Jugoslovenska pop selekcija gewesen war und auch Songs geschrieben hatte.
Die Band spielte überwiegend Jazzrock. Sie repräsentierte Jugoslawien in den Jugendfestivals der UdSSR, DDR und Kuba. Vedran Božić, der Ex-Gitarrist von Time, trat manchmal auf ihren Konzerten auf.
Zu Beginn 1978 tourte September durch die USA, wo sie ihr zweites Album Domovino moja aufnahm. Dieses Album ging stilistisch in Richtung konventionellen Rocks. Sie löste sich am 5. November 1979 in Zenica auf.
2003 wurde das Album The Best of September veröffentlicht. Die Band kam für eine Tour mit Konzerten in Pula, Portorož, Maribor und abschließend in der Hala Tivoli in Ljubljana wieder zusammen, wo sie zusammen mit Deep Purple auftrat.
Am 30. März 2012 tat sich die Band für ein Konzert im Cankarjev dom in Ljubljana erneut zusammen.
2017 sampelte der Produzent 9th Wonder Septembers Lied Ostavi Trag aus dem ersten Album Zadnja avantura für Kendrick Lamars Lied Duckworth.

## Diskografie

### Studioalben
- 1976: Zadnja avantura[9]
- 1979: Domovino moja[9]
- 1979: Florida[9]

### Kompilationen
- 1976: BOOM 76
- 1977: Randevu sa muzikom
- 2003: The Best of September[9]

### Singles (Auswahl)
- 1975: Luduj s nama[9]
- 1976: Ostavi Trag
- 1976: Potop
- 1977: Prle upeco ribu[9]
- 1977: Live in studio M.
- 1977: Život nema pravila
- 1978: Domovino moja[9]